# Stephen Vacendak
Stephen T. Vacendak, detto Steve (Scranton, 15 agosto 1944), è un ex cestista, allenatore di pallacanestro e dirigente sportivo statunitense, professionista nella ABA.

## Carriera
Venne selezionato dai San Francisco Warriors al quarto giro del Draft NBA 1966 (33ª scelta assoluta).

## Palmarès
- Campionato ABA: 1

Pittsburgh Pipers: 1968